# Kuropatnîkî, Halîci
Kuropatnîkî (în ucraineană Куропатники) este un sat în comuna Korostovîci din raionul Halîci, regiunea Ivano-Frankivsk, Ucraina.

## Demografie
Componența lingvistică a localității Kuropatnîkî
     Ucraineană (100%)
Conform recensământului din 2001, toată populația localității Kuropatnîkî era vorbitoare de ucraineană (100%).